# Министерство экономического развития и торговли Российской Федерации
Министерство экономического развития и торговли Российской Федерации (Минэкономразвития России) — федеральное министерство, осуществлявшее функции по выработке государственной политики и нормативному правовому регулированию в сфере экономического развития, внешнеэкономической деятельности, торговли, государственной статистики, тарифов субъектов естественных монополий, управления федеральным имуществом, несостоятельности (банкротства) организаций, управления государственным материальным резервом, кадастра объектов недвижимости, предпринимательства и малого бизнеса.
Министерство экономического развития и торговли Российской Федерации было образовано 17 мая 2000 года. Ему были переданы часть функций упразднённых Министерства экономики Российской Федерации, Министерства Российской Федерации по делам СНГ, Министерства торговли Российской Федерации, Госкомитета Российской Федерации по делам Севера, Федеральной службы по валютному и экспортному контролю и преобразуемого Министерства Российской Федерации по физической культуре, спорту и туризму;
12 мая 2008 года — функции по регулированию вопросов торговли переданы в образованное Министерство промышленности и торговли Российской Федерации. В связи с этим МЭРТ преобразовано в Министерство экономического развития Российской Федерации.

## Подведомственные органы власти
- Федеральное агентство по государственным резервам России (Росрезерв)
- Федеральное агентство кадастра объектов недвижимости России (Роснедвижимость)
- Федеральное агентство по управлению федеральным имуществом России (Росимущество)
- Федеральное агентство по управлению особыми экономическими зонами России

## Программа раскрытия несекретной информации государства
Со стороны министерства в программе участвовали следующие государственные онлайн порталы:
- Официальный сайт Российской Федерации для размещения информации о размещении заказов — публикация объявлений о конкурсах, аукционах, запросах котировок и иных форм торгов предусмотренных Российским законодательством для закупки товаров и услуг для государственных нужд за счёт федерального бюджета. Приведены ведомства-заказчики, исполнители по закупке, выделенные суммы и конкурсная документация.
- Система управления проектами — публикация результатов работ по проектам «Электронной России»
- Экспортные возможности России — внешнеторговая деятельность России

Обсуждение внешнеторговой деятельности России
- Административная реформа в России

Обсуждение административной реформы

## Персоналии
24 сентября 2007 г. последним министром экономического развития и торговли была назначена Эльвира Набиуллина. Она сменила на этом посту Германа Грефа
- Кузнецов, Станислав Константинович — заместитель министра
- Белоусов, Андрей Рэмович — заместитель министра (6 февраля 2006 — 13 мая 2008)
- Попова, Анна Владиславовна — заместитель министра
- Андросов, Кирилл Геннадьевич — заместитель министра (2005 — 13 мая 2008)
- Шаронов, Андрей Владимирович — статс-секретарь и заместитель министра (2000—2007)
- Савельев, Виталий Геннадьевич — заместитель министра (2004 — 17 октября 2007)